# Aneta Rygielska
Aneta Rygielska est une boxeuse polonaise née le 24 août 1995.

## Carrière
Sa carrière amateur est principalement marquée par une médaille de bronze remportée aux Jeux européens de Bakou en 2015, dans la catégorie des poids super-légers malgré sa défaite en demi-finale contre l'Italienne Valentina Alberti.

## Palmarès

### Championnats d'Europe
- Médaille d'argent en -64 kg, en 2019, à Alcobendas, en Espagne

### Jeux européens
- Médaille de bronze en -64 kg en 2015 à Bakou,  Azerbaïdjan